# Норт-Шор
Норт Шор (англ. North Shore) — пригород Большого Окленда, в настоящее время часть его городской агломерации.
Оценочная численность населения по состоянию на 2006 год — 205 605 человек.
В Норт Шор базируется одноименный футбольный клуб, являющийся старейшим футбольным клубом в Новой Зеландии.